# Robert Lyon (homme politique)
Pour les articles homonymes, voir Robert Lyon et Lyon.
Robert Lyon (6 juillet 1829-21 mars 1888) est un homme politique canadien de l'Ontario. Il est 6e maire d'Ottawa.
Il est aussi député provincial libéral de la circonscription ontarienne de Carleton de 1867 à 1871. 

## Biographie
Né dans le village de Richmond,  Lyon étudie le droit et est nommé au barreau en 1853. Pratiquant le droit à Ottawa en 1856, il devient conseiller municipal.
Lyon meurt à Ottawa en mars 1888 à l'âge de 58 ans.

### Famille
Le père de Lyon, George Lyon (en), est un capitaine écossais dans l'armée britannique qui s'installe à Richmond. Son frère ainé, George Byron Lyon (en), est un homme politique du Canada-Uni et 10e maire d'Ottawa.

### Hommage
La rue Lyon dans le centre-ville d'Ottawa est nommée pour représenter sa famille, ainsi que la station Lyon du métro léger d'Ottawa sur la ligne de la Confédération.